# Haulik György (képviselő)

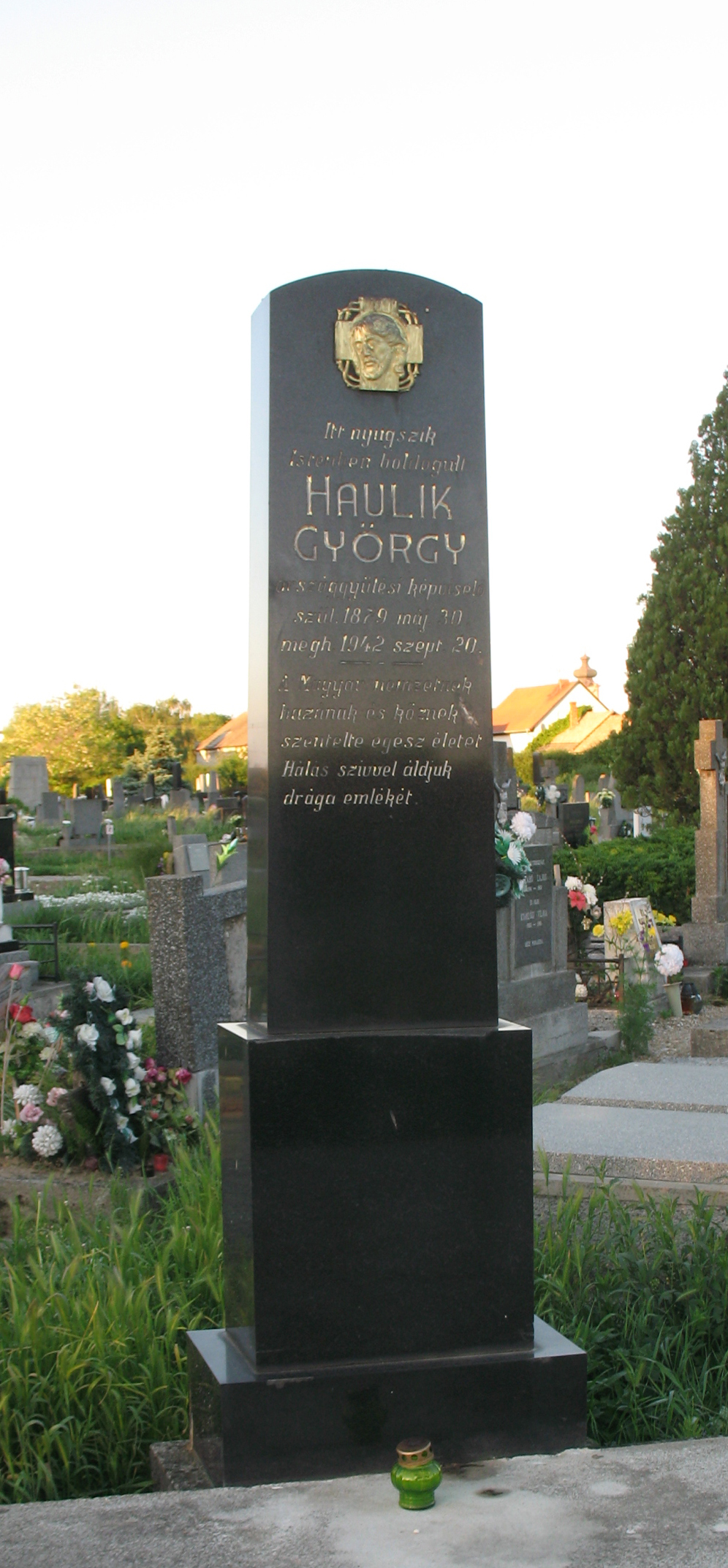
Sírja Vágfarkasdon

Haulik György (Vágfarkasd, 1879. május 31. – 1942. szeptember 20.) gazdálkodó, országgyűlési képviselő.

## Élete
Szülei Haulik Lajos molnár és Takács Apol voltak. Testvére volt Magdaléna Apollónia (1867).
Hat elemit végzett. Atyja mellett tanult gazdálkodni, 1907-ben lett önálló gazda és a község elöljáróságába is bekerült. Részt vett az 1908-ban alakult Vágfarkasdi fogyasztási és értékesítési szövetkezet vezetésében.
Az első világháborúban az orosz fronton mint tizedes küzdött. Csehszlovákia megalakulása után megszervezte a Magyar kisgazda- és kisiparospártot, majd a Felvidéki Egyesült Magyar Párt tagja volt. Részt vett 1928-ban a Szlovenszkói Magyar Kultúregyesület létrehozásában is. Több más egyesületben is részt vállalt, elnökként is. A vágsellyi bank kihelyezett részlegénél dolgozott. A két világháború közötti időszakban többször összeütközésbe került az államhatalommal. 1930-ban fellebbezésével megakadályozta, hogy Vágsellyén Masaryknak szobrot állítsanak.
A visszacsatolás után Nyitra - Pozsony k.e.e. vármegye gazdamozgalmainak vezéralakja, a vármegye fegyelmi választmányának és gazdasági albizottságának tagja lett és meghívott felvidéki képviselőként bekerült az országházba is.
Felesége 1902-től Oláh Mária (1879) volt. Sírja a vágfarkasdi temetőben található.